# Arkon
Arkon è un personaggio dei fumetti creato da Roy Thomas (testi) e John Buscema (disegni), pubblicato dalla Marvel Comics. La sua prima apparizione avviene in The Avengers (vol. 1) n. 76 (aprile 1970).
Arkon è il sovrano di Polemachus, un pianeta extra-dimensionale.

## Biografia del personaggio
Arkon nacque da un nobile lignaggio sul pianeta extra-dimensionale di Polemachus. Il popolo di Polemachus aveva sviluppato una cultura che glorificava la guerra, e Arkon riuscì a divenire il guerriero più forte tra la sua gente. Nominato Imperion (sovrano) della più grande nazione di Polemachus, iniziò a pianificare una conquista del mondo attaccando le nazioni confinanti. Ma i suoi sogni di conquista divennero irrealizzabili per via di un disastro di livello planetario, poiché gli anelli di energia che rifornivano di calore e luce il pianeta si stavano consumando. Gli scienziati di Polemachus compresero che le esplosioni nucleari che stavano avendo luogo sulla Terra interferivano con i sistemi energetici del pianeta, e che l'unico modo per far riprendere agli anelli di energia il loro normale funzionamento era distruggere il pianeta Terra.
Per riuscire in questo scopo, Arkon manipolò Scarlet affinché lei recitasse un incantesimo contenuto in un libro di magia di Polemachus che lo trasportasse sulla Terra. Attratto dalla bellezza della mutante Arkon la rapì, assieme ad alcuni scienziati atomici, e la condusse su Polemachus per farne la sua sposa. I Vendicatori andarono in soccorso di Scarlet e riuscirono a fermare Arkon prima che facesse esplodere la Terra tramite un dispositivo creato dagli scienziati terrestri. Iron Man e Thor riuscirono a rimettere in funzione gli anelli di energia e Arkon fermò le ostilità contro la Terra.
I Vendicatori ritornarono su Polemachus quando il Cavaliere Nero venne rapito, poiché Arkon cercava i Pozzi al Centro del Tempo, ma Arkon si arrese e si riconciliò con i Vendicatori dopo aver scoperto che in realtà era stato manipolato da Amora l'Incantatrice.
Nonostante la sua civiltà fosse in grado di costruire ordigni nucleari, Arkon non era soddisfatto della velocità con cui erano prodotti. Così, ideò un piano dove tre mondi extra-dimensionali, tra cui la Terra, si combattessero e la loro distruzione ad opera di armi atomiche potesse generare un'energia capace di essere assorbita dal suo mondo, ma le sue macchinazioni furono bloccate dai Fantastici Quattro.
Arkon fu costretto a far ritorno sulla Terra quando il dispositivo costruito da Iron Man per riparare gli anelli di energia si ruppe. Non riuscendo a trovare Thor, a cui voleva chiedere aiuto per ricaricare il dispositivo, rapì Tempesta degli X-Men, costringendo il gruppo mutante ad inseguirlo. Dopo una dura battaglia, Tempesta acconsentì a ripristinare l'energia degli anelli combinando i suoi poteri con il raggio ottico di Ciclope riuscendo a ricaricarli. Soddisfatto Arkon rimandò sulla Terra gli X-Men. Poco dopo gli X-Men, assieme ai Fantastici Quattro, aiutarono Arkon ad affrontare e a respingere un'invasione degli alieni Badoon. In quest'occasione Tempesta e Arkon si sentirono attratti l'una dall'altro ma, nonostante Arkon la volesse in sposa, i due ritornarono alle loro responsabilità.
Successivamente Arkon fu contattato in sogno dall'Incantatrice che lo informò che sulla Terra stavano per produrre un film su di lui, con protagonista Wonder Man. Arkon si recò nuovamente sulla Terra per punire Wonder Man e lo studio di produzione, ma l'Incantatrice lo convinse a combattere anche il Dottor Strange, poiché incaricata di eliminarlo durante l'evento “Atti di Vendetta”. Non essendo riuscita a eliminarlo lei stessa, l'asgardiana pensò che dove il suo fascino aveva fallito la forza bruta di Arkon poteva avere successo. Come incentivo gli disse che poteva far sua l'amante e allieva di Strange: Clea. Inoltre l'Incantatrice rubò ad Arkon i suoi fulmini di teletrasporto che utilizzava per muoversi da Polemachus alla Terra, costringendolo praticamente a fare come voleva lei se voleva tornare a casa.
Una volta vista Clea, però, Arkon comprese che la sua bellezza era innarrivabile e capì che non sarebbe mai stato capace di sconfiggere Strange sul piano mistico, così Arkon condusse Strange in una centrale elettrica, ma inserendo alcuni dei suoi fulmini di teletrasporto nella dinamo centrale. Il piano di Arkon era quello di costringere il Mago Supremo a combatterlo fisicamente, così che lui non potesse usare la sua magia o gli incantesimo rischiando di far esplodere la centrale e causando ingenti danni alla città. Nonostante Strange fosse un buon combattente non era al livello di Arkon che apparentemente lo uccise. In realtà Clea aveva lanciato un incantesimo in cui aveva fatto credere ad Arkon di aver ucciso Strange, attaccando il guerriero a sua volta. Avendo compreso di essersi spinto oltre Arkon domandò indietro i suoi fulmini all'Incantatrice, che però fuggì. Clea, successivamente rispedì su Polemachus Arkon.
Il sovrano ritornò sulla Terra poiché voleva sfruttare i Vendicatori della Costa Ovest e i Fantastici Quattro come pedina nella sua guerra contro Thundra, una matriarca extra-dimensionale. La loro diatriba continuò finché i due non si accorsero di essere attratti l'uno dall'altra, finendo per sposarsi. Successivamente Arkon chiese l'aiuto dei Vendicatori della Costa Ovest per riparare nuovamente gli anelli di energia di Polemachus e per combattere il prete Anskar che voleva impossessarsi del potere.
Arkon trovò un nemico nel Grand Vizier, che lo voleva convincere a riportare a uno stato barbarico Polemachus. Il Grand Vizier rapì Photon e la Squadra Distruttrice, utilizzando questi ultimi per detronizzare Arkon e Thundra. Ma l'intervento dei Vendicatori riportò Arkon sul suo trono.

## Poteri e abilità
Arkon possiede diverse abilità super-umane tra cui forza, agilità, velocità e resistenza. Inoltre possiede un fattore rigenerante che gli consente di guarire dalle ferite e riprendersi dalle fatiche velocemente. Nonostante tutti i membri della sua razza posseggano queste caratteristiche, in Arkon sembrano essere di un livello superiore.
Arkon è anche un abile stratega militare, un eccellente combattente a mani nude, con la spada e con le armi da lancio create dagli scienziati di Polemachus. Possiede delle armi a forma di fulmine che ripone nella sua faretra, ognuno di questi fulmini ha una specifica funzione e un colore diverso. I fulmini gialli servono per aprire passaggi verso altre dimensioni, quelli neri e rossi sono usati come armi che causano delle potenti esplosioni quando colpiscono l'avversario. Arkon utilizza anche uno scudo per proteggersi.
Su Polemachus Arkon utilizza dei dinosauri di tipo rettile come mezzo di trasporto.